# Кубовидная кость
Кубови́дная кость — (лат. os cuboideum) кость предплюсны стопы. Соединена с четвёртой и пятой плюсневыми костями и с пяточной костью.
Кубовидная кость располагается у латерального края стопы, кпереди от пяточной кости, имеет неправильно-кубовидную форму.
Латеральный свободный край её несколько короче медиального. Медиальной поверхностью она сочленяется с третьей клиновидной и ладьеобразной костями, дистальной — с основаниями четвертой и пятой плюсневые костей я проксимальной — с пяточной костью. Верхняя, тыльная, поверхность кости выпукла. На нижней, подошвенной, поверхности имеется tuberositas ossis cuboidei, кпереди от которой заметна борозда, sulcus m. peronaei longi. Борозда эта, залегая косо сзади и снаружи, вперед и внутрь, направляется через всю нижнюю подошвенную поверхность кубовидной кости.